# Gálhidi György
Gálhidi György (Budapest, 1954. január 26. –) magyar labdarúgó, edző.

## Pályafutása

### Klubcsapatban
Az élvonalban 181 mérkőzésen szerepelt és három gólt szerzett.

### Edzőként
A 2004–05-ös idény közben vette át a Diósgyőr szakmai irányítását, és az idény végére a kilencedik helyen végzett a csapattal. A következő szezonban a kudarcnak számító magyar kupa vereség után bontották fel a szerződését.
A 2006–07-es idényben a Nyíregyháza csapatával a Ferencvárost megelőzve jutott fel az élvonalba, de a győzelem után az élvonalban már nem tartottak igényt a szakvezetőre, így Vietnamba ment edzősködni.

#### Diósgyőr (2009)
Sisa Tibor lemondása után került az edzői székbe, 2009 februárjában. Szerződése az idény végéig szólt, de opcionálisan meghosszabbítható lett volna. Végül közös megegyezéssel nem került sor a szerződés megújítására.

#### Halásztelek FC (2011)
2011 tavaszától a Pest megyei 1. osztályban szereplő Halásztelek FC edzője lett.

#### Nyíregyháza Spartacus (2011)
2011 őszétől a nyíregyházi futballcsapat vezetőedzője.
Közös megegyezéssel távozott, és még az évben Katarba "igazolt"

#### Szeged 2011 (2013)
2012. december 20-a óta a klub vezetőedzője.
A sikertelenül megvívott két osztályozó mérkőzés után az NB III-ban induló Szeged 2011-el Gálhidi György szerződést bontott.

#### Kazincbarcika (2014-15, 2018-19)
2014-ben az NB III Keleti csoportjának előző szezonbeli ezüstérmeséhez, a Kazincbarcikához igazolt. Miután az eredetileg feljutásra pályázó csapat csupán a csalódást keltő 4. helyen végzett a bajnokságban, a szezon végén az edző szerződését felbontották.
2018 szeptemberében a KBSC menesztette a gyenge rajtot produkáló Koleszár György vezetőedzőt, így az idényt Ózdon megkezdő Gálhidi szeptemberben ismét visszatért a sárga-kék alakulathoz az ózdiak hozzájárulásával. Az ő vezetésével a korábban kiesőjelölt csapat váratlanul kiegyensúlyozott teljesítményének, és egy eredményes véghajrának köszönhetően a 20 csapatos másodosztály felsőházában, a 9. helyen végzett a 2018/19-es szezonban. 2019 őszén ezt a jó teljesítményt azonban nem sikerült továbbvinni, a 18. forduló után a 15. helyen szerénykedő csapat éléről kirúgták.

#### Ismét Nyíregyházán (2020-21)
A koronavírus-járvány miatt félbeszakított, majd (ekkor még nem ismerten) lefújt másodosztályú labdarúgó-bajnokság kényszerszünetében a Nyíregyháza Gálhidit igazolta le a gyenge teljesítményt nyújtó Lengyel Roland helyére. Bár a szezon elején jó formában, eredményesen játszott a csapat, tavaszra a lendület megkopott, a 35. forduló után pedig megköszönték Gálhidi munkáját a nyírségiek.

#### Dunaharaszti (2021-)
2021 szeptembere óta a Pest megyei első osztályú (negyedosztályú) Dunaharaszti MTK edzője.

#### NB1-es pályafutása edzőként
- Meccsek: 93

## Statisztika

### Mérkőzései az olimpiai válogatottban
| Magyarország | Magyarország         | Magyarország             | Magyarország | Magyarország | Magyarország | Magyarország       | Magyarország | Magyarország |
| #            | Dátum                | Helyszín                 | Hazai        | Eredmény     | Vendég       | Kiírás             | Gólok        | Esemény      |
| ------------ | -------------------- | ------------------------ | ------------ | ------------ | ------------ | ------------------ | ------------ | ------------ |
|              | 1983. március 23.    | Veliko Tarnovo           | Bulgária     | 1 – 1        | Magyarország | olimpiai selejtező | -            |              |
|              | 1983. április 13.    | Budapest, Csepel stadion | Magyarország | 3 – 1        | Görögország  | olimpiai selejtező | -            |              |
|              | 1983. szeptember 7.  | Budapest, Népstadion     | Magyarország | 0 – 1        | Szovjetunió  | olimpiai selejtező | -            |              |
|              | 1983. szeptember 21. | Drama                    | Görögország  | 1 – 2        | Magyarország | olimpiai selejtező | -            |              |
|              | Összesen             |                          |              | 0            | mérkőzés     |                    | 0            | gól          |